# Willington (Bedfordshire)
Pour les articles homonymes, voir Willington.
Willington est une paroisse civile et un village du Bedfordshire, en Angleterre.